# 威卡教

许多威卡教使用一个圆圈内的五角星作为威卡教的标志

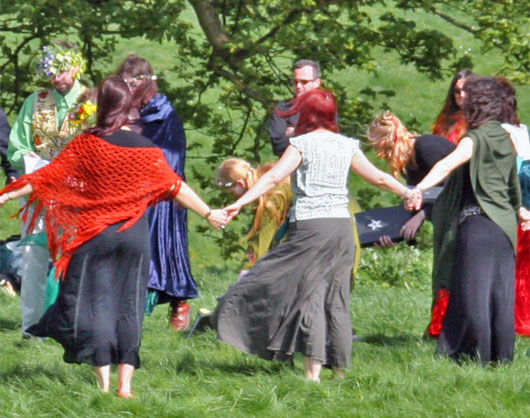
2002年英国威卡教信徒进行多边恋婚礼仪式

威卡教（英语：Kemetic Wicca），又可翻譯為威肯教、維查教，指的是一种以歐洲的巫术和魔法为基础的新兴宗教，屬於多神论或泛靈論的體系，沒有統一的宗教領袖和教義，在英国和美国極為盛行，在歐洲也有不少的信者。與大多數基督教的教義相反，在威卡教中，女巫是一個受人尊敬的職業。
威卡教的信徒自称为比基督教更為古老的“歐洲原始宗教”，这个称呼可以追溯到弗里德里希·施莱格尔，簡稱為“老路”，威卡教的信者以此来表示威卡教的根源在于欧洲的魔法和原始宗教。也有些人将威卡教的仪式与巫覡宗敎的仪式等同起来，将威卡教看作是現代巫覡宗敎的一种。
从1994年开始，美国承认威卡教为一种宗教并允许他們對人进行灵气治疗。

## 历史

### 起源
弗朗西斯·达希武德（sir Francis Dashwood）爵士可被視為威卡教的先驱，他可能是第一个获得印度教传统的入门仪式的人。1750年，他建立了一个宗教团体，后来这个宗教团体被称为“地狱火俱乐部”，而且吸引了一些社会地位很高的人加入。这个俱乐部的成员分三等，妇女在里面的地位與男性相同。这个俱乐部的宗旨是在婆羅門教中“气”的理论的影响下利用魔术仪式和技术来达到意识境态的扩展。
通过具争议性的不同途径，杰拉尔德·加德纳最後建立了现代的威卡教。
关于加德纳的威卡教的来源有各种不同的说法。加德纳本人称这个宗教不是他自己创立的，而是欧洲史前的、母系社会的原始宗教幸存至今。他说一个被他叫做“老多萝西”的妇女引导他加入了一个当时已经存在的巫师集团。现代的研究对这个自述的看法非常不一致。有人认为“老多萝西”确有其人，而加德纳的叙述基本上基于事实，也有人认为这个说法是加德纳自己编出来的。总而言之，在英国废弃了禁止魔法书的法令后，加德纳于1954年发表了《今日魔法》（Witchcraft Today），1960年又发表了《魔法的意义》（The Meaning of Witchcraft）这两本书，而正是这两本书奠定了现代威卡教的基础。
威卡教的宗教仪式明显来自于维多利亚时代以后的神秘主义，其精神基础则受到欧洲原始宗教的影响，同时也接受了佛教和印度教的成分。不论威卡教与欧洲原始宗教之间是否有直接的一脉相通的联系，但是它显然是对今天人们所理解的欧洲原始宗教的模仿。
加德纳创立的大多数仪式是从阿莱斯特·克劳利那里转用的。事实上几乎只有很少的威卡教仪式似乎真的起源于更早的时期。大多数威卡教的仪式内部不一致，而是从其它来源挪用来的。有人称威卡教的内涵为一个拼凑品。
也有人认为加德纳本人并没有创立或者发明这些仪式，而是从别人那里接受了这些仪式。在加德纳以前就已经有过一本类似的书了，不过加德纳是否看过这本书不清楚。
因此也有人认为加德纳是复苏了一个20世纪初的、浪漫主义的运动，而不是一个古老的、完整的原始宗教。
加德纳时代社会上对欧洲有过一个原始母系社会的宗教的兴趣非常大。学者和爱好者均研究这个问题。至今为止对欧洲是否有过一个母系社会这个问题的见解依然很有争议。有人认为考古发现证实这个理论，但也有人批评对考古发现这样的理解。
在维多利亚时期和爱德华时代，有许多人相信：欧洲原始时期有过一个至高的大地母亲女神。獸角神的概念也很强，但不如大地母亲那样强。当时在科学著作和在通俗媒体中均有这两个概念。加德纳使用了这些概念作为他的宗教学教条的中心，并围绕着这个中心建立了威卡教。

### 后期发展
加德纳首次发表了威卡教后这个宗教分裂发展向许多不同的方向。加德纳式的威卡教是一种需要入门的秘密宗教。只有加入一个已经存在的巫师集团才能加入这个宗教。纪录着这些仪式的魔法书是《影子之书》。只有进入了巫师集团的人才能看到这本书。虽然现在有不同版本的《影子之书》被公开，但是许多持威卡教传统的信徒依然将它和这个宗教的其它内容当作一个秘密。
雷蒙德·巴克兰移居长岛时将威卡教引入美国。巴克兰依然在写《影子之书》，他还发展了更高的成员级别，这些成员可以成立自己的巫师集团。事实上这个新的宗教普及非常快，它的收录成员的方法根本无法满足其普及的速度。
其它的传统也出现了，其中有些也吸收了卡巴拉学派、浪漫化的凯尔特人宗教和仪式魔法等等的概念。由于对加德纳的研究及其结果不断被发表，因此更多的人开始使用自己的创造力，而不再追询加德纳的传统。
另一个重要的发展是强调女权主义的狄安娜式的威卡教的创立。这个发展趋势完全抛弃了加德纳式威卡教中的等级制度。许多狄安娜威卡教的信徒相信魔力是女性的本能。这个传统还创立了自我加入的仪式，信徒不必接触一个已存在的巫师集团就可以进入这个宗教。
巴克兰的书体现出了这些新发展的影响。在他1970年代早期的书中他还维持加德纳的理论，认为一个信徒只有通过被接受入一个巫师集团才能成为一个真正的信徒。1974年他却与加德纳的威卡教传统分裂，建立了一个自己的威卡教。这个新的传统不宣称自己源于一个原始宗教，而且包括自我加入的仪式。
2004年在英国举行了第一次合法的威卡教婚礼。

## 巫师集团
传统的威卡教信徒组织在巫师集团（Coven）中，他们在这样的一个集团中一起进行仪式和祈祷。
事实上威卡教没有一致的信仰，因此实际上任何两个巫师集团在信仰和组织上都不同。
一般一个集团由5至13人组成，这些人又组成一男一女的小组。威卡教传统的巫师集团中需要一个高级男巫师、一个高级女巫师（一般他们两人需要是通过过二级或者更好是三级入门仪式的）和一个“处女”（这个处女往往不是真的处女，但必须是女性）。这三个人在大多数仪式中有特别的地位和任务。在特别的节日、节日外定期以及出于特别的需要集团聚会。
假如一个集团太大了，那么一个小组（至少二级，最好三级）可以带任何多的成员组织一个新的集团。传统地这个新的集团要离老集团至少八千米远。这个要求的目的在于防止形成一个类似天主教的教会系统。
一般来说一个新的信徒要参加一个集团的活动一年又一日后才会被接受为集团成员。这样的加入仪式以及成员的升级仪式各不相同。
非传统的威卡教有各种形式的集团，也有不属于任何集团的信徒。这样的信徒也可以参加聚会，但一般来说他们独个从事其宗教活动。也有单个信徒虽然参加其它集团的活动，但是并不是这个集团的成员。

## 主要传统
一个威卡教传统是指通过加入仪式流传下来的特别的教条和实践。威卡教有许多这样的传统、亚传统。许多独立的信徒不将自己列入任何传统。比较著名的传统有：
- 加德纳威卡教：从加德纳流传下来的传统威卡教
- 亚历山大威卡教：由亚历山大·桑德斯分裂出来的威卡教传统
- 狄安娜威卡教：尤其注重女权运动的威卡教传统，其中心为罗马女神狄安娜
- 西克斯（Seax）威卡教：以日耳曼传说和盎格鲁传说为基础的威卡教，其主神是奥丁和弗雷
- 凯尔特威卡教：以凯尔特神话，尤其是爱尔兰和威尔士神话为基础的威卡教
- 古埃及威卡教：以古埃及神话为基础的威卡教
- 中世纪威卡教：以意大利、中世纪为基础的宗教，实际上是一种与威卡教非常接近的宗教

## 宗教内容
由于威卡教没有中心组织，因此也不存在“经典”的威卡教。威卡教信徒和各个不同传统之间的信仰和实践区别非常大。但通过传统的教条和出版物所有威卡教传统分享一定的宗教原则、道德和仪式结构。

### 信仰
威卡教崇拜大自然中的神明，威卡教的神不是住在天堂中，而是直接位于自然裡，并通过自然向其它生物散发其力量。一般来说威卡教中总是有一个男神和一个女神。不过也有的信徒将两者融合为一个神。一般来说两个神被看作是互相补充的，而且是平等的。少数威卡教传统（比如狄安娜传统）只注重一个神，另一个神则完全不重要或者完全消失。
作为一个多神教威卡教使用不同的神。一般来说一个信徒从各种万神殿中挑选出他自己觉得最崇拜的一位男神和一位女神来代表上述的两个神。有些巫师集团也选择一组神来满足所有成员的需要。也有些集团将自己的神保密起来。
最常被选用的神包括：
- 狄安娜和潘
- 弗雷和奥丁
- 莉莉斯和萨麦尔
- 阿斯塔蒂和阿多尼斯
- 伊息塔尔和塔木兹
- 艾西斯和欧西里斯
- 普鲁塞庇娜和普鲁通

也有的威卡教信徒持泛神论的观点，他们不崇拜单个的、人化的神。此外还有持萬物有靈論的威卡教信徒。但所有威卡教的传统均争求与自然的一体和与神（不论是人化的还是抽象的）的联系。
威卡教相信再生，但是不相信轮回的因果报应。他们认为一个人的灵魂在此生此世中只对此生此世负责。在威卡教中魔术被用来引导自然的变化。
一般无暴力主义在威卡教中非常重要。
威卡教认为以下这些行为可以用来引导神力：
- 意愿
- 想象
- 信仰

### 魔法
威卡教首先是一个宗教，因此它不能被与魔法等同起来。威卡教的教徒崇拜神、庆祝节日、遵守一定的道德守则。而魔法本身则不限制于专门的宗教、道德和仪式。许多宗教里有魔法的成分，甚至于有的无神论者也会相信魔法。
不过威卡教中的确包含着魔法这个元素，尤其是一定的仪式，其中包括咒语、草药学、占卜和其它巫術形式。威卡教的道德准则要求只使用魔法做好事。

### 元素
威卡教对元素的看法不一，一般信徒持古希腊的四元素说（空气、火、水和土），也有的信徒还加上以太这个第五个元素。威卡教常常使用的标志是一个环内的五角星，这个五角星的五个角则代表着这五个元素。其中以太占最顶上的角。在几何学中五角星被看作是黄金分割最优雅的体现，而黄金分割则往往被与最理想的美联系到一起。毕达哥拉斯主义认为五角星代表着隐藏在自然的存在之后的真理。
每个元素代表一个方向、颜色和精靈。不过哪个元素代表什么在不同的传统中各不相同：
- 空气：东方，黄色，西爾芙
- 火：南方，红色，沙羅曼達
- 水：西方，蓝色，溫蒂妮
- 土：北方，绿色，地精

### 道德
虽然魔术一般被看作是邪恶的，但是威卡教将它自己的魔术看作是好的。黑魔法被看作是与威卡教的信仰相背的。威卡教的伦理的宗旨是“只要不伤害别人，尽尔所欲”。由于其言语的类似，一般认为威卡教的伦理部分基于阿莱斯特·克劳利为神秘学设立的行为守则。不过加德纳本人从未承认这一点。
许多威卡教信徒提倡“三倍偿还论”，也就是说一个人对别人做什么，就会得到三倍的偿还，假如对别人做好事，就会得到三倍的好事作为偿还，假如对别人做恶事，就会得到三倍的恶事作为偿还。不过在威卡教内部也有不同的见解。在1980和1990年代写过多部有影响的威卡教的书的杰瑞娜·敦维奇（Gerina Dunwich）就认为这个理论违反物理规则，她认为这个理论可以回溯到雷蒙德·巴克兰的著作。敦维奇对三倍偿还论的理解为不论一个人做什么，其结果均会在物质上、精神上和灵魂上影响到本人。
许多传统的威卡教信徒尊崇161条威卡教守则。不过也有人批评这些守则过时或者甚至与威卡教的教义相背。
也有许多威卡教信徒试图建立“八个威卡教美德”来引导他们的行为。这八个美德是欢快、尊敬、荣誉、谦卑、力量、美、权力和热忱。一些人将这八个美德组织为四个相互补充的对并称之为“女神授予的任务”。
大多数威卡教传统接受同性恋。
一个被大多数威卡教信徒接受的宗旨是只有在当事人同意的情况下才能对一个人施魔术。不过有些信徒也认为白巫术不必当事人允许。

### 入门和升级仪式
入门仪式是一个正式接受一个信徒进入一个巫师集团的仪式。各个不同的传统的仪式各不相同。有时也互相不承认其它入门仪式。有些传统还要求入门的信徒对集团内部的事物极端保密。
传统的加德纳威卡教分三级。一级（入门人）入门时要获得光和四个元素的祝福。二级的就已经是高级巫师了，他可以获得生死的秘密。他也可以成立新的集团。三级的巫师可以与宇宙能联系。不过按照传统的加德纳威卡教他要与一个不是他自己的伴侣的、已经获得三级巫师地位的异性进行性交才能完成这个仪式。也有一些威卡教巫师集团只进行象征性的性交来完成这个仪式，不过这不被所有的集团接受。
入门后的信徒获得一部手写的《影子之书》。这部书不是固定的，其中包括该传统的所有仪式，但很少包括教条和规则。此外许多巫师集团还将自己的秘密知识、仪式和经验写在这部书中。因此每个集团的《影子之书》即使在同一传统内也可能非常不一样。
许多威卡教集团承认自我入门，但不是所有传统或者集团这样做。在西克斯威卡教中甚至只有自我入门。

### 节日
威卡教每年有八个节日，其中四个是按照太阳的位置固定的，另外四个则要按照占星术计算出来。每个节日要进行盛大庆祝，有时甚至与其它巫师集团一起庆祝。满月是女神的重要日子，在满月时要举行仪式。

#### 万圣节
万圣节是在10月31日和11月1日。本来它是凯尔特人的信念。对于威卡教来说它是巫师年的开始。这个节日被用来为新巫师举行入门仪式和启用仪式器具。

#### 冬至
冬至一般在12月20日至25日之间庆祝，最常见的是在21日。威卡教认为冬天女神生男神，冬天是女神临产阵痛的时候，她出产后就休息了，因此万物具息。在冬至夜里信徒点燃火炬和蜡烛来祈祷光的重返。一般仪式在日出前不久开始，这样日出就好像是仪式导致的。

#### 火炬节
火炬节本来是女神布里吉德的节日，在2月1日和2日举行。从意义上它是纯洁光的日子，因此往往被用来进行入门仪式。一些威卡教女信徒在仪式上戴插着蜡烛的冠。

#### 春分
春分是在3月20日至23日之间的节日。威卡教认为春分代表着光强于黑暗，女神复苏，万物生长。

#### 沃尔帕吉斯夜
沃尔帕吉斯夜是威卡教最重要的节日，在4月30日至5月1日的夜里庆祝。这一夜要点篝火来庆祝女神的生育力和女神与男神的结合。

#### 夏至
夏至的庆祝在6月20至26日之间。信徒围绕着篝火跳舞，或者跳跃过篝火来促进生育力、清洁、卫生和爱。

#### 水节
水节的庆祝是在8月1日和2日。本来它没有固定的日子，而是在第一次收获时举行，其内容是向神牺牲来感谢自然的丰盛，并祈祷丰收。此外这个节日也往往用来举行婚礼。

#### 秋分
秋分是在9月20日至23日庆祝的。庆祝的内容是收获的结束。庆祝的中心是一顿丰盛的饭。作为对女神的感谢信徒向身后投三枚果实。此外这个节日也意味着夏季的结束和准备冬季的到来。

### 仪式
传统的加德纳威卡教的仪式包括情节仪式场地、赞美男神女神、有时施魔术。最后一项活动是共餐。有些集团在进行仪式前要仔细沐浴，有些要绝食一日。

#### 器具
常用的器具有：
- 扫帚
- 白刀（用来切植物）
- 双刃黑刀（用来引导能量，几乎从来不被用来切东西）
- 影子之书：魔术书 （Book of Shadow）
- 双刃斧，一般放在圣坛之左
- 灵摆
- 魔杖，一根一段是五角星的依仗
- 拂尘，一束草药，一般用来撒圣水

此外还有常用的器具有蜡烛和剪刀。这些器具本身只是器具，因此不具有魔力。不过许多信徒非常看重他们的器具，他们使用的器具只做仪式使用，而且未经允许碰别人的器具被看作是非常不礼貌的。
使用右手的人用右手持魔杖和黑刀，这只手被看作是能量流出人体的部位，而另一只手则是能量流入人体的部位。
在转圈时转动的方向是非常重要的。顺时针方向被看作是顺着能量的运行，是好的能量的运行。逆时针方向则是恶的能量的运行（但可以用来抵挡邪恶）。在南半球这个方向正好反过来。

#### 草药
在收割鲜花、草药时首先要凝视植物来建立一个联系，然后用白刀只收割所需要的量（但不超过整个植物的四分之一）。最后还要向植物牺牲表示感谢（比如用一颗漂亮的石头，或者一口酒。
植物的用途有：
- 装饰圣坛
- 作为给女神或男神的牺牲
- 作为仪式时的体饰
- 用来点仪式需要的火
- 用来洗仪式工具

特定的节日还需要特定的草药。

#### 服饰
威卡教的信徒在进行仪式时没有统一的服饰。有些加德纳威卡教的信徒赤身裸体，也有些不这样做。有些穿纯棉布的衣服来表示纯洁，也有的人穿普通的衣服。很少有人穿袍子之类在电影、小说中普及的衣饰。

## 词源
一般认为加德纳将威卡（wicca）这个词重新引入了英语，不过加德纳本人使用的是这个写法，而且他在他的书里很少使用这个词，一般他将他写的内容称为巫术。
在古英语里有这个词，它指的是一个男性的巫师，这个词已知的最早的使用是在890年，它的来源不明。
有可能这个词来源于原始印歐語中的词根（生机，醒），然后通过古英语的（巫师）演变过来的。加德纳认为威卡这个词来源于古英语中的（智慧）。也有人称它来源于原始印欧语中的词根（弯曲），按照这个解释巫术被看作是“弯曲”（操纵）自然的力量。

## 迫害
按照加德纳的说法威卡教是在中世纪迫害巫师之下幸存的一种宗教，威卡教中的保密做法就是对那时的迫害的反应流传下来的。虽然现代的研究越来越明显地表现出威卡教是一个全新的宗教，但是许多信徒依然维持着他们的看法，认为他们在中世纪曾经被迫害。
在现代威卡教往往被与黑魔法和恶魔崇拜混淆在一起，因此许多基督教信徒对威卡教持反面态度。

## 外部連結
- 女巫的一千零一夜：https://witchscoven1001.pixnet.net/blog （页面存档备份，存于）